# تیلور فریتز
تیلور فریتز (آلمانی: Taylor Fritz؛ زادهٔ ۲۸ اکتبر ۱۹۹۷) تنیس‌باز آلمانی‌تبار یهودی اهل ایالات متحده آمریکا است.
وی در مسابقات کشوری و بین‌المللی در مجموع برندهٔ ۱ مدال برنز شده است.